# Simbácio III de Clarjécia
Simbácio III (em georgiano:  სუმბატი; 1011) foi um príncipe georgiano da dinastia Bagrationi de Tao-Clarjécia e último soberano de Clarjécia de 993 até ser deposto pelo rei Pancrácio III da Geórgia em 1011. 

## Nome
Simbácio (Symbatius) é a forma latina do armênio Sembate (Սմբատ, Smbat), que embora se saiba ter uma origem iraniana, não se conhece seu significado. Foi registrado em grego com Simbácio (Συμβάτιος, Symbátios), em persa novo como Sunfade (سانپاد, Sunfād) e Simbá / Simbade (سندباد, Sinbād). A tradição armênia preservada em Moisés de Corene atribuiu a origem do nome a Xambate (Շամբաթ, Šambatʻ), um suposto hebreu ativo nos tempos do mítico Valarsaces I.

## História
Um filho de Pancrácio II (m. 988) e neto de Simbácio II de Clarjécia, Simbácio ascendeu ao trono depois da morte de seu tio paterno Davi II, que não tinha filhos, como soberano de Clarjécia, uma posição que dividiu com seu irmão Gurgenes. O cronista georgiano bagrátida do século X, Simbácio, filho de Davi, atribui-lhes o título real de klarjni khelmtsipeni (კლარჯნი ჴელმწიფენი). Simbácio e Gurgenes governaram sobre uma porção do território hereditário dos bagrátidas que ainda estava fora do controle do primo distante deles, Pancrácio III, que se tornara rei de uma Geórgia unificada em 1008. Em 1011, os irmãos foram convidados por ele para negociar no castelo de Panaskerti, mas foram presos e mantidos cativos no castelo de Tmogvi, onde terminaram sendo executados. Suas posses foram confiscadas por Pancrácio e seus filhos. Os filhos dos dois - Pancrácio, filho de Simbácio, e Demétrio, filho de Gurgenes - fugiram para Constantinopla de onde tentariam recuperar suas terras com a ajuda dos bizantinos em várias ocasiões, a última delas em 1032, todas sem sucesso.